# Митрополит карловачки Софроније
Софроније Подгоричанин (Подгорица — Сремски Карловци, 7. јануар 1711) био је митрополит крушедолски (карловачки) од 1710. до 1711. године.

## Епископ пакрачко-славонски
Митрополит Софроније је био пореклом из Подгорице. Замонашио се у Пећкој патријашији. Дуго је био служитељ српског патријарха Арсенија III. Посвећен је за епископа пакрачко-славонског на Спасовдан, 17. маја 1705. године у манастиру Крушедолу од патријарха Арсенија III и архијереја: фрушкогорског Стефана, јенопољског Исаије и будимског Јефтимија. Потврђен је тек 20. јуна 1708. године од цара Јосифа, а на предлог новоизабраног
митрополита крушедолског Исаије (Ђаковића).
Епископ Софроније по доласку у Пакрац затражио је цркву и владичански двор, али и земљу, ливаде, воћњаке и винограде које је откупио унијатски епископ Петроније, а на основу права наследности, и такође наслеђену земљу од поменутог претходника, коју је добио од 1705. године на доживотно уживање. Када су се 1706. године побунили Срби у Малој Влашкој, успео је да их умири и заштити народ од обести грађанских власти.

## Митрополит крушедолски
Затекавши се у Бечу приликом изненадне смрти митрополита Исаије (Ђаковића), послао је његово тело у пратњи архимандрита Никанора (Мелентијевића) у манастир Крушедол. За архиепископа и митрополита изабран је у манастиру Крушедолу 23. априла 1710. године. Том приликом новоизабрани митрополит, добио је наредбу да лично дође у Беч цару да онде добије потврду. Био је царски саветник аустријског владара.
Потврдну грамату, из које се види да су односи између тадашње Крушедолске митрополије и Пећке патријаршије потпуно уређени, добио је Софроније од патријарха пећког Калиника 18. маја 1710. године. Она је издата у селу Немету, близу Темишвара. Између ндва изборна сабора у Крушедолу (1708. и 1710) аустријске власти су на српску јерархију вршиле страховит притисак да прекину све везе са Пећком патријаршијом и свим источним патријарсима из, тобоже, политичких разлога. Међутим, није то био прави разлог. Аустријске власти и римокатоличка црква су били уверени да ће се кидаљем веза међу православним патријаршијама лакше спровести унија.
О раду митрополита Софронија за време његовог краткотрајног архипастирства остало је мало података. Пакрачкој цркви је поклонио Тетрајеванђеље „послужити, Бога единаго въ Троици славити“, а у миклеушкој цркви се чувао антиминс који је осветио 1710. године. За његово време је 1709. обновљена књига „Молбан Пресветој Богородици и правило светом великомученику Теодору Тирону“ у манастиру Хопову, а 1710. године књига „Златоуст“ у манастиру Јаску.
Освештао је српске православне храмове у Беркасову, Бршадину, Илоку.
Митрополит Софроније умро је већ 7. јануара 1711. године у Карловцима у 43. години живота и сахрањен је у Саборној Светониколајевској цркви.